# Seznam jezer ve Francii
Francouzská jezera (francouzsky jezero - lac nebo étang). Tabulka obsahuje přehled přírodních jezer ve Francii s plochou přes 1 km² (bez francouzských přehrad).

## Podle rozlohy
| Název                               | Rozloha (km²) | hloubka (m) | nadmořská výška (m) | region (m)                 |
| ----------------------------------- | ------------- | ----------- | ------------------- | -------------------------- |
| Ženevské jezero                     | 582,4         | 309,7       | 372                 | Auvergne-Rhône-Alpes       |
| Étang de Berre                      | 155,3         | 9           | 0,4                 | Provence-Alpes-Côte d'Azur |
| Étang de Thau                       | 75            | 4,5         | 0                   | Okcitánie                  |
| Lac de Hourtin et de Carcans        | 66            | ?           | ?                   | Nová Akvitánie             |
| Lac de Grand-lieu                   | 65            | 2,7         | 5                   | Pays de la Loire           |
| Étang de Leucate                    | 58,5          | 2,3         | ?                   | Okcitánie                  |
| Étang de Cazaux et de Sanguinet     | 55            | 23          | 12                  | Nová Akvitánie             |
| Lac du Bourget                      | 44,5          | 145         | 231,5               | Auvergne-Rhône-Alpes       |
| Étang de Biscarrosse et de Parentis | 35,4          | 20,5        | 19                  | Nová Akvitánie             |
| Lac d'Annecy                        | 27,59         | 80,6        | 446,8               | Auvergne-Rhône-Alpes       |
| Lac de Melo                         | 6             | 20          | 1710                | Korsika                    |
| Lac de Saint-Cassien                | 6             | 45          | 147                 | Provence-Alpes-Côte d'Azur |
| Lac d'Aiguebelette                  | 5,45          | 71          | 390,5               | Auvergne-Rhône-Alpes       |
| Lac de Paladru                      | 3,9           | 50          | 492                 | Auvergne-Rhône-Alpes       |
| Lac de Chalain                      | 2,32          | 16,2        | 486                 | Burgundsko-Franche-Comté   |
| Bairon                              | 1,2           | ?           | ?                   | Grand Est                  |
| Lac de Gérardmer                    | 1,155         | 38,4        | 660                 | Grand Est                  |